# Зечја стопа
Зечја стопа или блаженак, срченик, клинчић, гребник (лат. Geum urbanum), вишегодишња је зељаста биљка из породице ружа (Rosaceae). Расте у шумама умерене Европе и Азије, а унета је у Северну Америку и Аустралију.
- Пупољци и цвет.
- Цвет.
- Незрело воће.